# El color púrpura (novela)
The Colour Purple (en español: El color púrpura) es una novela epistolar de 1982 de la autora estadounidense Alice Walker que ganó el Premio Pulitzer de Ficción de 1983 y el Premio Nacional del Libro de Ficción.Posteriormente se adaptó a dos películas y un musical del mismo nombre.
La novela ha sido blanco frecuente de los censores y aparece en la lista de la Asociación Estadounidense de Bibliotecas de los 100 libros más cuestionados de 2000 a 2010 en el puesto diecisiete debido a su contenido a veces explícito, particularmente en términos de violencia. En 2003, el libro apareció en la encuesta The Big Read de la BBC sobre las "novelas más queridas" del Reino Unido.

## Trama
A principios del siglo XX, Celie, de catorce años, protagonista y narradora en primera persona de la historia, comienza a escribir cartas a Dios porque no tiene a nadie más a quien confiar su sufrimiento: su padre, rechazado por su madre enferma terminal, obliga a la niña a asumir el papel de esposa y abusa de ella con regularidad. Para proteger a su hermana menor, Nettie, de ataques similares, ella no se defiende de las violaciones y queda embarazada dos veces, dando a luz a un varón llamado Adam y una niña llamada Olivia. En ambas ocasiones, su padre entrega a los niños después de que nacen, dejando a Celie a oscuras sobre su destino.
Tras la muerte de su madre, su padre se vuelve a casar y obliga a Celie a casarse con un completo desconocido, un hombre viudo al que ella sólo llamaba «Míster» y para quien a partir de ahora tiene que llevar la casa, criar a sus hijos y hacer el trabajo del campo. Su marido también la golpea y abusa de ella, pero Celie carece de la fuerza y el coraje para rebelarse contra la renovada opresión. La vida de Celie cambia brevemente para mejor cuando su hermana Nettie busca refugio del abuso de su padre. Pero no pasa mucho tiempo antes de que Míster también se acerque a Nettie. Para su propia protección, Nettie tiene que huir, pero le promete a Celie que escribirá con regularidad. Como Celie ya no sabe nada de su hermana, cree que Nettie murió.
El hijo de Mister, Harpo, se casa con una chica segura de sí misma llamada Sofía. Celie está impresionada por la autoestima de Sofía, pero Mister reprende a Harpo por lo que considera una debilidad en su trato con Sofía. En un momento de envidia, Celie le dice a Harpo que golpee a Sofía. Sofía contraataca y se enfrenta a Celie, quien se disculpa y le cuenta sobre el abuso de Mister. Frustrada por el comportamiento dominante de Harpo que se vio influenciado por su familia, Sofia decide separarse mientras Harpo abre un bar para seguir con su vida.
Un día, Míster trae a su amante Shug Avery a la casa. Celie queda inmediatamente fascinada por la cantante bella y segura de sí misma. Cuando Shug enferma, Celie la cuida y las dos mujeres se hacen amigas. A través de Shug, Celie aprende que el amor físico no tiene nada que ver con la violencia y gana en respeto por sí misma. En su camino hacia la emancipación, Celie comienza a coser pantalones para ella y para Shug, gracias a cuya venta finalmente obtiene independencia financiera de Míster.
Más tarde, Celie descubre innumerables cartas de Nettie que Míster le había ocultado y se entera de que Nettie ahora vive con los hijos de Celie con misioneros en África. Gracias a su creciente confianza en sí misma y al afecto de Shug, Celie finalmente reúne el coraje para dejar a su marido. Tras la muerte de su padre, Celie y su hermana heredan la casa de sus padres. Celie queda destrozada cuando Shug se enamora de Germaine, un miembro de su banda. Shug viaja con Germaine y le escribe postales a Celie. Celie promete amar a Shug incluso si Shug no la ama. Celie se entera de que Mister está sufriendo un considerable declive en su fortuna y comienza a llamarlo por su nombre de pila, Albert. Mister propone que se casen «en espíritu y en carne y hueso», pero Celie se niega.
Nettie y Samuel se casan y se preparan para regresar a su hogar. Antes de partir, Adam se casa con Tashi, una muchacha africana. Siguiendo la tradición, Tashi se somete a la mutilación genital femenina y a cicatrices faciales. En solidaridad, Adam se somete al mismo ritual de cicatrices faciales.
Celie se da cuenta de que está contenta sin Shug, y esta última regresa, tras haber terminado su relación con Germaine. Nettie, Samuel, Olivia, Adam y Tashi llegan a la casa de Celie. Nettie y Celie se reencuentran después de 30 años y se presentan a sus respectivas familias.

## Recepción de la crítica
El color púrpura ganó el Premio Pulitzer de Ficción en 1983, convirtiendo a Walker en la primera mujer negra en ganar el premio.    Walker también ganó el Premio Nacional del Libro de Ficción en 1983.   Mel Watkins, del New York Times Book Review, escribió que es una «novela sorprendente y muy bien escrita», elogiando su poderoso impacto emocional y su estructura epistolar.  También fue nombrado PBS Great American Read Top 100 Pick.
El semanario alemán Der Spiegel opinó que «El color púrpura conduce a una especie de suave utopía feminista: Celie, la eternamente oprimida, se fortalece con el afecto de las mujeres y logra liberarse de su prisión doméstica. Su gran modelo a seguir, la cantante Shug Avery, combina rasgos de una emancipación moderna y decidida con la tradicional independencia de los intérpretes de blues negro».
El libro recibió un mayor escrutinio en medio de la controversia en torno al lanzamiento de la adaptación cinematográfica en 1985. La controversia se centró en la representación de los hombres negros, que algunos críticos consideraron que alimentaba narrativas estereotipadas de violencia masculina negra, mientras que otros encontraron la representación convincente e identificable. Incluso se ha dicho que el éxito que obtuvo con la novela fue a expensas de los escritores masculinos negros y que sus ideas de igualdad y tolerancia de Alice Walker eran dañinas. Debido a estas críticas, Walker finalmente se exilió temporalmente en México.
Respecto a su visión de la labor del escritor, Walker dijo lo siguiente: 

Me impresionan las personas que afirman que pueden ver cada persona y evento en términos estrictos de blanco y negro, pero en general su trabajo no es, en mi opinión largamente meditada y seriamente considerada, ni negro ni blanco, sino un gris aburrido y uniforme. Es aburrido porque es fácil y sólo requiere que el lector sea un lector perezoso y lleno de prejuicios. Cada historia o poema tiene una fórmula, generalmente dos tercios 'odio a los blancos' y un tercio 'Soy negra, hermosa, fuerte y casi siempre tengo razón'. El arte no es necesariamente adulación, y el trabajo de cualquier artista debe ser más difícil que eso. La vida de un hombre rara vez se puede resumir en una palabra; incluso si esa palabra es blanca o negra. Y es deber del artista presentar al hombre tal como es.

El 5 de noviembre de 2019, BBC News incluyó El color púrpura en su lista de las 100 novelas más influyentes.

### Censura en Estados Unidos
Aunque la novela ha obtenido elogios de la crítica, también ha sido objeto de controversia. La Asociación Estadounidense de Bibliotecas lo colocó en la lista de los cien libros más prohibidos y cuestionados en los Estados Unidos de 1990 a 1999 (17), de 2000 a 2009 (17), y de 2010 a 2019 (50), así como la lista de los diez primeros para 2007 (6) y 2009 (9). Las justificaciones comúnmente citadas para prohibir el libro incluyen la sexualidad explícita, el lenguaje explícito, la violencia y la homosexualidad. 

## Adaptaciones
La novela fue adaptada a una película del mismo nombre en 1985. Fue dirigida por Steven Spielberg y protagonizada por Whoopi Goldberg como Celie, Danny Glover como Albert y Oprah Winfrey como Sofia. Aunque estuvo nominada a once premios de la Academia, no ganó ninguno. Este desaire percibido generó controversia porque muchos críticos la consideraron la mejor película de ese año, incluido Roger Ebert.
El 1 de diciembre de 2005, se inauguró en el Teatro Broadway de la ciudad de Nueva York una adaptación musical de la novela y la película con letra y música de Stephen Bray, Brenda Russell y Allee Willis, y libro de Marsha Norman. El programa fue producido por Scott Sanders, Quincy Jones, Harvey Weinstein y Oprah Winfrey, quien también fue inversionista.
En 2008, BBC Radio 4 transmitió una adaptación radiofónica de la novela en diez episodios de 15 minutos como una serie de Woman's Hour con Nadine Marshall como Celie, Nikki Amuka-Bird, Nina Sosanya y Eamonn Walker. El guion fue de Patricia Cumper y en 2009 la producción recibió el Premio de Drama de Plata de los Sony Radio Academy Awards.
En 2018, Warner Bros. anunció que lanzarían una nueva adaptación cinematográfica de The Color Purple, basada en el musical. Spielberg y Quincy Jones regresaron para producir esta versión, junto con los productores del musical Scott Sanders y Oprah Winfrey. La película se estrenó el 25 de diciembre de 2023.

## Boicot a Israel
Como parte del movimiento de Boicot, Desinversión y Sanciones (BDS), la autora rechazó la publicación del libro en Israel en 2012. Esta decisión fue criticada por el profesor de derecho de Harvard Alan Dershowitz, quien argumentó que Walker "recurrió a la intolerancia y la censura contra los lectores de sus escritos de habla hebrea".  Walker, una ardiente activista pro palestina, en una carta a Yediot Books acusó a Israel de apartheid y exigió un cambio de políticas antes de que sus obras puedan publicarse allí.

## Otras lecturas
- Singh, Sonal, and Sushma Gupta. “Celie’s Emancipation in the Novel The Color Purple.” International Transactions in Humanities and Social Sciences, vol. 2, no. 2, Dec. 2010, pp. 218–221.Humanities International Complete.
- Tahir, Ary S. “Gender Violence in Toni Morrison’s The Bluest Eye and Alice Walker’s The Color Purple.” Journal of Language and Literature Education, no. 11, 2014, pp. 1–19. Literature Resource Center, doi:10.12973/jlle.11.243.